# كيت هوران
كيت هوران (بالإنجليزية: Kate Horan)‏ هي منافسة ألعاب القوى نيوزيلندية، ولدت في 9 يونيو 1975 في ويلينغتون في نيوزيلندا.

## روابط خارجية
- كيت هوران على موقع Paralympic.org (الإنجليزية)
- كيت هوران على موقع اللجنة البارالمبية النيوزيلندية (الإنجليزية)